# جزيرة برويه
جزيرة برويه وهي جزيرة من جزر إندونيسيا، وتقع في إقليم آتشيه، الذي يتبع منطقة وصاية آتشيه بيسار.